# Alexander Campbell (Politiker, 1779)

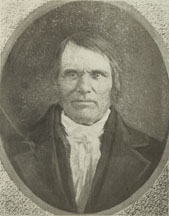
Alexander Campbell

Alexander Campbell (* 1779 in Frederick County, Virginia; † 5. November 1857 in Ripley, Ohio) war ein US-amerikanischer Politiker für die Demokratisch-Republikanische Partei aus Ohio.
Campbell wurde im Frederick County in Virginia geboren. Während seiner Kindheit zogen seine Eltern mit ihm nach Tennessee und dann nach Kentucky. Dort besuchte er die Pisgah Academy im Woodford County, absolvierte danach sein Medizinstudium an der Transylvania University und praktizierte kurze Zeit in Cynthiana. 1803 zog er nach Ohio und ließ sich im Adams County nieder. Von 1807 bis 1809 saß er im Repräsentantenhaus von Ohio und fungierte dort zeitweise als Speaker, trat dann aber zurück, um einen Sitz im US-Senat einzunehmen. 1808 verlor er eine Wahl für den US-Senat, erhielt aber durch eine Nachwahl den durch den Rücktritt von Edward Tiffin freigewordenen Sitz. Seine Amtszeit dauerte von 1809 bis 1813. 1819 und von 1832 bis 1833 diente er weitere Male im Repräsentantenhaus von Ohio, sowie von 1822 bis 1824 im Senat von Ohio. 1826 kandidierte er erfolglos für das Amt des Gouverneurs.
Von 1838 bis 1840 war er Bürgermeister von Ripley. Dort starb er im Jahr 1857.